# 1037
سنة 1037 هي سنة بسيطة بدأت بوم السبت حسب التقويم اليولياني.

## مواليد
- حسن الصباح

## وفيات
- ابن طاهر البغدادي
- عبد القاهر البغدادي
- علي ابن أبي الرجال

### يونيو
- 21 يونيو - ابن سينا عالم وشاعر وعالم فلك وطبيب وفيزيائي مسلم شيعي إيراني.